# Bungokanalen
Bungokanalen (豊後水道 Bungo Suidō?) är ett sund som skiljer de japanska öarna Kyushu och Shikoku. Kanalen förbinder Stilla Havet med Japanska innanhavet. 